# Jean-Noël Kerdraon
Pour les articles homonymes, voir Kerdraon.
Jean-Noël Kerdraon, né le 30 décembre 1943 à Guipavas (Finistère), est un homme politique français.
Il est membre du Parti socialiste.

## Biographie
Proche de la deuxième gauche, il est Premier secrétaire de la Fédération du Parti socialiste du Finistère de 1985 à 1990.
Dessinateur industriel de profession, il est élu en 1997 député de la deuxième circonscription du Finistère, pour la XIe législature. Il siège au sein du groupe socialiste et est membre de la commission de la défense nationale et des forces armées. Il choisit de ne pas se représenter pour les élections législatives de 2002.

## Détail des fonctions et des mandats
Mandat parlementaire
- 13 juin 1988 - 1er avril 1993 : député suppléant de Joseph Gourmelon
- 1er juin 1997 - 18 juin 2002 : député de la 2e circonscription du Finistère (Brest-Centre)

Mandats locaux
- 1986 - 1997 : conseiller régional de Bretagne
- 1989 - 2001 : premier adjoint au maire de Brest

## Distinction
- Chevalier de l'ordre national de la Légion d'honneur (depuis le 14 juillet 2015[1])